# Barbara Kamińska
Barbara Ewa Kamińska (ur. 22 stycznia 1962 w Czarnowąsach, obecnie część Opola) – polska samorządowiec i nauczycielka, w latach 2011–2014 członek zarządu województwa opolskiego IV kadencji, od 2024 przewodnicząca Rady Miasta Opola.

## Życiorys
Absolwentka Uniwersytetu Opolskiego, z wykształcenia pedagog, ekonomistka i specjalistka zarządzania w oświacie. Pracowała jako nauczycielka oraz dyrektor szkoły podstawowej w Murowie. Była członkiem rad społecznych szpitali, a także zasiadała we władzach Regionalnej Organizacji Turystycznej.
Zaangażowała się w działalność polityczną w ramach Platformy Obywatelskiej. Była radną gminy Murów, w 2010 przegrała w drugiej turze wybory na jej wójta. W 2006 i 2010 wybierana do rady powiatu opolskiego, zasiadała w jego zarządzie. 25 stycznia 2011 powołana na członka zarządu województwa opolskiego odpowiedzialnego za sprawy kultury, sportu oraz turystyki; znalazła się w kolejnym zarządzie funkcjonującym od 12 listopada 2013. Zajmowała stanowisko do końca kadencji 28 listopada 2014. W tym samym roku bez powodzenia kandydowała do sejmiku opolskiego. Następnie przeszła na stanowisko doradcy marszałka oraz podjęła pracę w urzędzie marszałkowskim. Bez powodzenia kandydowała do Sejmu w 2015, 2019 i 2023. W 2018 kandydowała na prezydenta Opola (zajęła 3. miejsce na 6 kandydatów). Wybrano ją natomiast do rady miejskiej, której została wiceprzewodniczącą. W 2024 ponownie wybrana radną z list KO. Po wyborze na radną została wybrana na stanowisko Przewodniczącej Rady Miasta Opola.